# Lliga ACB 1986/87
La temporada 1986-87 de la lliga ACB es va disputar entre el 13 de setembre de 1986 i el 26 d'abril de 1987, i va ser la quarta temporada de la lliga ACB. Hi van participar 16 equips.
El sistema de competició era el mateix que el de la temporada anterior, encara que amb una lleugera variació a la fase final. A la primera fase els equips es distribuïen basant-se en la seva classificació l'any passat: senar i parell. A la segona, els quatre millors de cada grup es classificaven pel grup A-1 mentre que els quatre pitjors de cada grup competien a l'A-2. En els playoff s'hi classificaven els quatre primers de l'A-1, directament a quarts de final, més els quatre últims de l'A-1 i els quatre primers de l'A-2 (ronda prèvia). Els quatre últims de l'A-2 es jugaven la permanència a la categoria.
El sistema de 'playoff va patir un petit canvi, ja que les semifinals i la final passaven a ser al millor de cinc partits en lloc de tres. El mateix va ocórrer al playoff per a la permanència, en què a més es va reduir el nombre d'equips descendits a dos.
El campió de la lliga ACB va ser el FC Barcelona, que va vèncer per 3-2 en el parcial al Ron Negrita Joventut. L'equip català va aconseguir trencar una ratxa de tres lligues ACB consecutives del Real Madrid, que en aquesta temporada va patir la marxa de Fernando Martín als Portland Trail Blazers de l'NBA.

## Equips participants
| Club                    | Entrenador            | Ciutat     | Pavelló                                               | Capacitat    | 1986-87   |
| ----------------------- | --------------------- | ---------- | ----------------------------------------------------- | ------------ | --------- |
| Real Madrid             | Lolo Sainz            | Madrid     | Palacio de Deportes de Madrid                         | 12.000       | 1r        |
| FC Barcelona            | Aíto García Reneses   | Barcelona  | Palau Blaugrana                                       | 5.500        | 2n        |
| Ron Negrita Joventut    | Alfred Julbe          | Badalona   | Pavelló del Joventut                                  | 4.000        | 3r        |
| CAI Zaragoza            | Manel Comas           | Saragossa  | Pabellón Municipal de Deportes                        | 4.300        | 4t        |
| Estudiantes Caja Postal | Francisco Garrido     | Madrid     | Polideportivo Magariños Palacio de Deportes de Madrid | 2.500 12.000 | 5è        |
| Gin MC Sarrià           | Juanito Jiménez       | Barcelona  | Palau dels Esports de Barcelona                       | 8.500        | 6è        |
| Leche Río Breogán       | Ángel Serrano         | Lugo       | Municipal de Lugo                                     | 2.800        | 7è        |
| Cacaolat Granollers     | Jesús Codina          | Granollers | Municipal de Granollers                               | 4.000        | 8è        |
| Caja de Álava           | Pepe Laso             | Vitòria    | Mendizorroza                                          | 3.500        | 9è        |
| TDK Manresa             | Juan María Gavaldá    | Manresa    | El Congost                                            | 3.000        | 10è       |
| Fórum Filatélico        | Mario Pesquera        | Valladolid | Polideportivo Huerta del Rey                          | 3.800        | 11è       |
| Clesa Ferrol            | Željko Pavličević     | Ferrol     | Pabellón Municipal d'A Malata                         | 5.100        | 12è       |
| Magia Huesca            | Jaime Martín          | Osca       | Municipal de Huesca                                   | 2.500        | 13è       |
| Oximesa Granada         | Antonio González      | Granada    | Pabellón José Antonio Murado                          | 4.700        | 1r (1a B) |
| Cajabilbao              | José Antonio Figueroa | Bilbao     | Municipal La Casilla                                  | 5.400        | 2n (1a B) |
| Cajacanarias            | José Carlos Hernández | La Laguna  | Polideportivo San Benito                              | 3.500        | 3r (1a B) |

## Lliga regular

### Primera fase
| Pos | Equip                   | J  | G  | P  | PF   | PC   |
| --- | ----------------------- | -- | -- | -- | ---- | ---- |
| 1   | Real Madrid             | 14 | 12 | 2  | 1337 | 1151 |
| 2   | Ron Negrita Joventut    | 14 | 12 | 2  | 1295 | 1190 |
| 3   | Estudiantes Caja Postal | 14 | 7  | 7  | 1310 | 1275 |
| 4   | Cajabilbao              | 14 | 7  | 7  | 1214 | 1247 |
| 5   | Magia Huesca            | 14 | 5  | 9  | 1152 | 1221 |
| 6   | Caja de Álava           | 14 | 5  | 9  | 1135 | 1208 |
| 7   | Leche Río Breogán       | 14 | 5  | 9  | 1168 | 1237 |
| 8   | Fórum Filatélico        | 14 | 3  | 11 | 1159 | 1241 |

| Pos | Equip               | J  | G  | P  | PF   | PC   |
| --- | ------------------- | -- | -- | -- | ---- | ---- |
| 1   | FC Barcelona        | 14 | 12 | 2  | 1394 | 1153 |
| 2   | CAI Zaragoza        | 14 | 11 | 3  | 1322 | 1173 |
| 3   | Cajacanarias        | 14 | 9  | 5  | 1316 | 1265 |
| 4   | Cacaolat Granollers | 14 | 8  | 6  | 1225 | 1249 |
| 5   | Gin MC Sarrià       | 14 | 6  | 8  | 1231 | 1255 |
| 6   | TDK Manresa         | 14 | 4  | 10 | 1153 | 1300 |
| 7   | Oximesa Granada     | 14 | 3  | 11 | 1145 | 1281 |
| 8   | Clesa Ferrol        | 14 | 3  | 11 | 1103 | 1213 |

J = Partits Jugats; G = Partits Guanyats; P = Partits perduts; PF = Punts a favor; PC = Punts en contra

### Segona fase
| Pos | Equip                   | J  | G  | P  | PF   | PC   |
| --- | ----------------------- | -- | -- | -- | ---- | ---- |
| 1   | FC Barcelona            | 14 | 11 | 3  | 1473 | 1260 |
| 2   | Ron Negrita Joventut    | 14 | 11 | 3  | 1379 | 1320 |
| 3   | CAI Zaragoza            | 14 | 8  | 6  | 1306 | 1291 |
| 4   | Real Madrid             | 14 | 8  | 6  | 1350 | 1295 |
| 5   | Estudiantes Caja Postal | 14 | 6  | 8  | 1324 | 1363 |
| 6   | Cajabilbao              | 14 | 5  | 9  | 1290 | 1399 |
| 7   | Cajacanarias            | 14 | 4  | 10 | 1339 | 1380 |
| 8   | Cacaolat Granollers     | 14 | 3  | 11 | 1192 | 1345 |

| Pos | Equip             | J  | G | P  | PF   | PC   |
| --- | ----------------- | -- | - | -- | ---- | ---- |
| 1   | TDK Manresa       | 14 | 9 | 5  | 1244 | 1227 |
| 2   | Oximesa Granada   | 14 | 9 | 5  | 1187 | 1181 |
| 3   | Caja de Álava     | 14 | 8 | 6  | 1296 | 1264 |
| 4   | Magia Huesca      | 14 | 8 | 6  | 1234 | 1225 |
| 5   | Fórum Filatélico  | 14 | 7 | 7  | 1215 | 1195 |
| 6   | Leche Río Breogán | 14 | 7 | 7  | 1250 | 1224 |
| 7   | Gin MC Sarrià     | 14 | 6 | 8  | 1242 | 1262 |
| 8   | Clesa Ferrol      | 14 | 2 | 12 | 1151 | 1241 |

J = Partits Jugats; G = Partits Guanyats; P = Partits perduts; PF = Punts a favor; PC = Punts en contra

## Play Off

### Play Off pel títol
| Estudiantes Caja Postal | 2 | - | 0 | Magia Huesca    |
| Cajabilbao              | 1 | - | 2 | Caja de Álava   |
| Cajacanarias            | 2 | - | 1 | Oximesa Granada |
| Cacaolat Granollers     | 2 | - | 1 | TDK Manresa     |

|  | Quarts de final           | Quarts de final        |                        |   | Semifinals | Semifinals |  |  | Final | Final |
|  |                           |                        |                        |   |            |            |  |  |       |       |
|  |                           |                        |                        |   |            |            |  |  |       |       |
|  |                           |                        |                        |   |            |            |  |  |       |       |
|  | 1 FC Barcelona            | 2                      |                        |   |            |            |  |  |       |       |
|  | 1 FC Barcelona            | 2                      |                        |   |            |            |  |  |       |       |
|  | 8 Cacaolat Granollers     | 0                      |                        |   |            |            |  |  |       |       |
|  | 8 Cacaolat Granollers     | 0                      | 1 FC Barcelona         | 3 |            |            |  |  |       |       |
|  |                           |                        | 1 FC Barcelona         | 3 |            |            |  |  |       |       |
|  |                           | 4 Real Madrid          | 1                      |   |            |            |  |  |       |       |
|  | 4 Real Madrid             | 4 Real Madrid          | 1                      | 2 |            |            |  |  |       |       |
|  | 4 Real Madrid             |                        |                        | 2 |            |            |  |  |       |       |
|  | 5 Estudiantes Caja Postal | 1                      |                        |   |            |            |  |  |       |       |
|  | 5 Estudiantes Caja Postal | 1                      | 1 FC Barcelona         | 3 |            |            |  |  |       |       |
|  |                           |                        | 1 FC Barcelona         | 3 |            |            |  |  |       |       |
|  |                           | 2 Ron Negrita Joventut | 1                      |   |            |            |  |  |       |       |
|  | 2 Ron Negrita Joventut    | 2 Ron Negrita Joventut | 1                      | 2 |            |            |  |  |       |       |
|  | 2 Ron Negrita Joventut    |                        |                        | 2 |            |            |  |  |       |       |
|  | 7 Cajacanarias            | 0                      |                        |   |            |            |  |  |       |       |
|  | 7 Cajacanarias            | 0                      | 2 Ron Negrita Joventut | 2 |            |            |  |  |       |       |
|  |                           |                        | 2 Ron Negrita Joventut | 2 |            |            |  |  |       |       |
|  |                           | 3 CAI Zaragoza         | 0                      |   |            |            |  |  |       |       |
|  | 3 CAI Zaragoza            | 3 CAI Zaragoza         | 0                      | 2 |            |            |  |  |       |       |
|  | 3 CAI Zaragoza            |                        |                        | 2 |            |            |  |  |       |       |
|  | 11 Caja de Álava          | 0                      |                        |   |            |            |  |  |       |       |
|  | 11 Caja de Álava          | 0                      |                        |   |            |            |  |  |       |       |

| Campió de la lliga ACB 1986-87 |
| ------------------------------ |
| FC Barcelona Primer títol      |

### Play Off per la permanència
| Fórum Filatélico  | 3 | - | 0 | Clesa Ferrol  |
| Leche Río Breogán | 1 | - | 3 | Gin MC Sarrià |

Per tant, el Fórum Filatélico i el Gin MC Sarrià aconsegueixen la permanència. Els dos equips restants baixen a Primera B.

## Classificació final
| Pos | Equip                   | J  | G  | P  |
| --- | ----------------------- | -- | -- | -- |
| 1   | FC Barcelona            | 28 | 23 | 5  |
| 2   | Ron Negrita Joventut    | 28 | 23 | 5  |
| 3   | CAI Zaragoza            | 28 | 19 | 9  |
| 4   | Real Madrid             | 28 | 20 | 8  |
| 5   | Estudiantes Caja Postal | 28 | 13 | 15 |
| 6   | Cajacanarias            | 28 | 13 | 15 |
| 7   | Cacaolat Granollers     | 28 | 11 | 17 |
| 8   | Caja de Álava           | 28 | 13 | 15 |
| 9   | Cajabilbao              | 28 | 12 | 16 |
| 10  | TDK Manresa             | 28 | 13 | 15 |
| 11  | Oximesa Granada         | 28 | 12 | 16 |
| 12  | Magia Huesca            | 28 | 13 | 15 |
| 13  | Fórum Filatélico        | 28 | 10 | 18 |
| 14  | Gin MC Sarriá           | 28 | 12 | 16 |
| 15  | Leche Río Breogán       | 28 | 12 | 16 |
| 16  | Clesa Ferrol            | 28 | 5  | 23 |

|  | Campió, Copa d'Europa            |
|  | Classificats per a la Recopa     |
|  | Classificats per a la Copa Korać |
|  | Baixen a Primera B               |

Pugen a la lliga ACB: Caja de Ronda (Màlaga) i Bancobao (Collado Villalba)